# Sørvágsfjørður

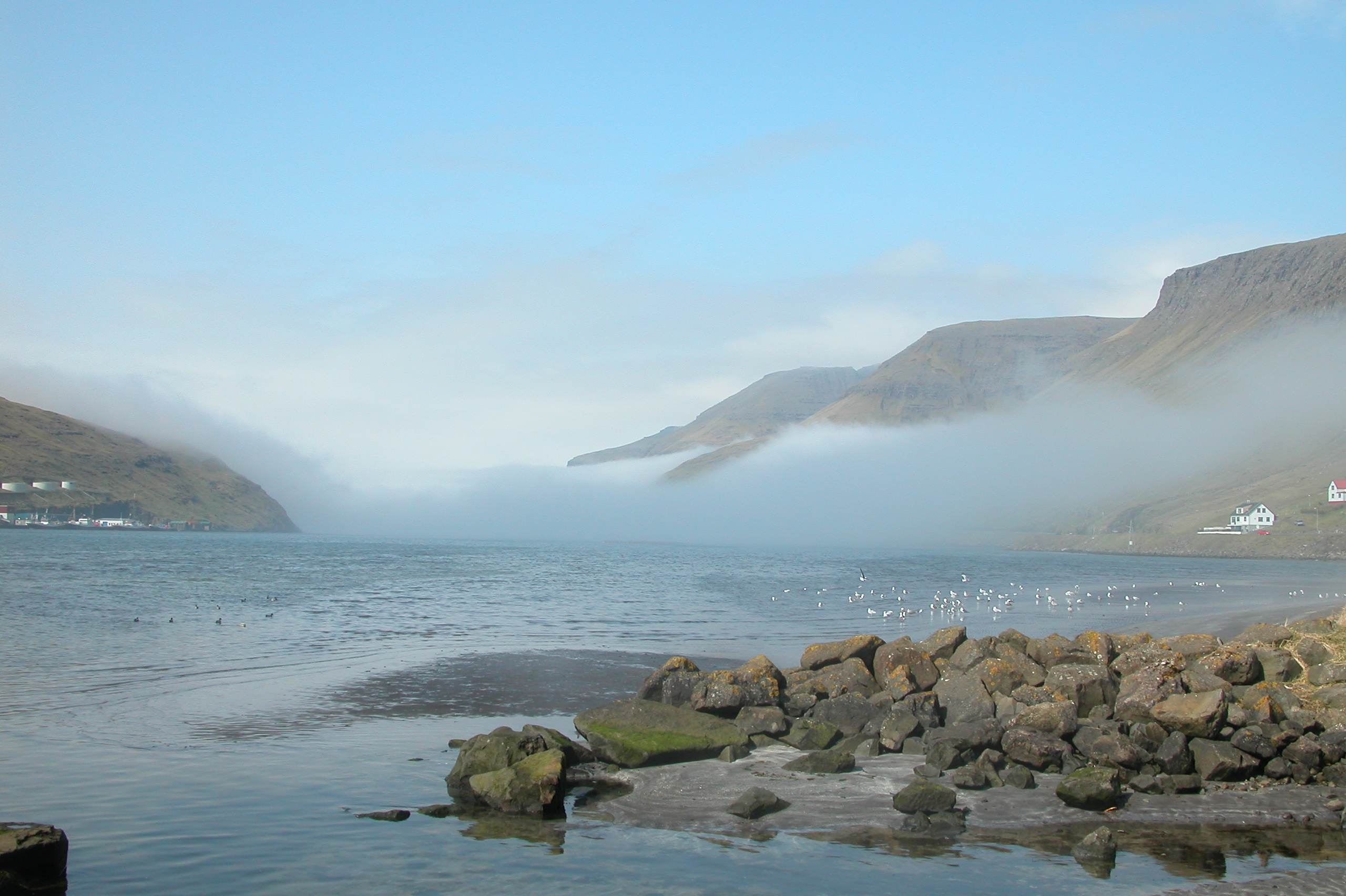
Sørvágur, Färöarna

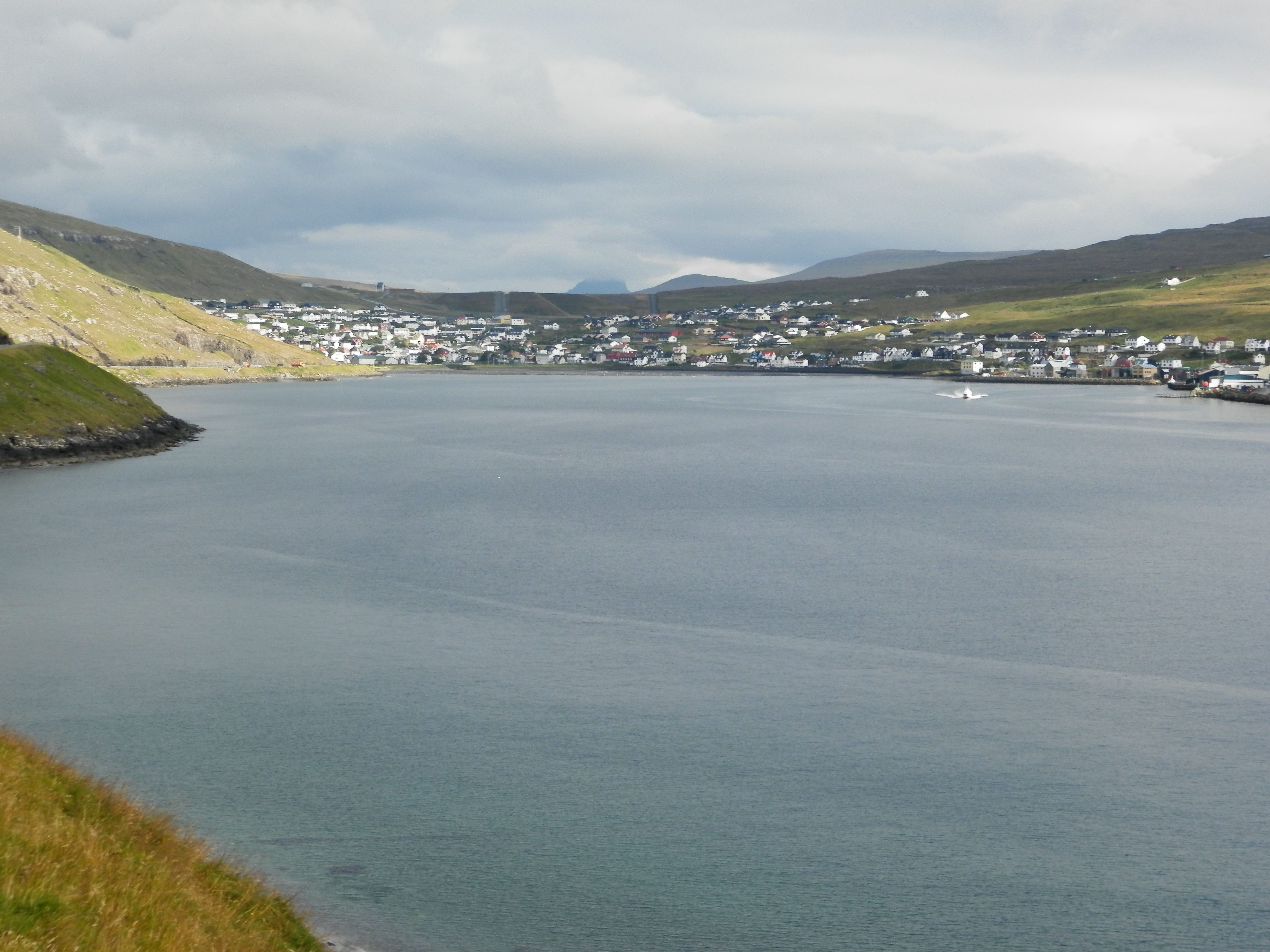
Sørvágur och Sørvágsfjørður

Sørvágsfjørður är en 3–4 kilometer lång fjord på den västra sidan av ön Vágar på Färöarna.
Längst in i fjorden ligger byn Sørvágur. På den nordliga sidan av fjorden ligger den lilla byn Bøur. På den södra sidan av fjorden ligger den pittoreska holmen Tindhólmur flankerad av Drangarnir och Gáshólmur. Ungefär i mitten av fjorden ligger Skerhólmur.